# 중갑 B-파이터
《중갑 B-파이터》 (일본어: 重甲ビーファイター 중갑 B-파이터[*])은 일본 토에이에서 제작한 메탈 히어로 시리즈 1995년 2월 5일 1996년 2월 25일 TV 아사히에서 방영되었다.

## 등장인물
- 카이 타쿠야(일본어: 甲斐 拓也)

본작의 주인공이며 블루 비트 Blue Beet로 변신할 수 있다. 23세(1972년생) (《비 파이터 카부토》에서는 29세). 지성파로 온후한 성격이고 항상 공손한 말투를 바꾸지 않는다.
- 카타기리 다이사쿠(일본어: 片霧 大作)

23세(1972년생) (《비 파이터 카부토》에서는 29세). 지스태그 G-Stag로 변신할 수 있으며 일본 전국을 방랑하면서 개발의 이름 아래 진행되는 불필요한 삼림 파괴를 보고 수목 의사의 길을 선택한다.
- 타카토리 마이(일본어: 鷹取 舞)

19세(1976년생) (《비 파이터 카부토》에서는 25세)로 학생이다. 레이와 정반대로 낙천적이고 만사태평한 성격이지만 상대가 쟈마르라고 해도 무조건 쓰러뜨러야 할 대상이 아닌 하나의 생명으로써 마주하려는 자세를 보인다. 22화에서 첫등장하지만 22화 오프닝에서부터 그녀로 나온다. 레이의 정식 후임이라기 보다도 초전자 바이오맨에서 바이오 로보가 새로운 옐로 포를 찾아낸 것과 비슷하듯이 레들의 인섹트아머에서 그녀가 새로운 레들이란 것에 반응했다.

## 캐스트
- 카이 타쿠야 - 츠치야 다이스케(土屋大輔)
- 카타기리 다이사쿠 - 카나이 시게루(金井茂)
- 타카토리 마이 - 토모에 치구사(巴千草)

## 주제가
오프닝
- "중갑 B-파이터" (重甲ビーファイター 중갑 B-파이터[*])
  - 작사: 아키 요코
  - 작곡: 우자키 류도
  - 편곡: 이시다 카츠노리
  - 노래: 이시하라 신이치

엔딩